# Alicante
Alicante (valenciai katalánul Alacant) város Spanyolországban, Alicante tartomány székhelye, a Costa Blanca legfontosabb városa. Jelentős tengeri fürdőhely, forgalmas kereskedelmi kikötővel. Az európai iparjogvédelem egyik központja, az EUIPO székhelye.

## Fekvése
Valencia autonóm közösség déli részén, a Costa Blancán, a Las Huertas-fok és a Santa Poala-fok közötti öböl félkörívében, a Benecantil-hegy lábánál fekszik. A teraszosan épült földközi-tengeri kikötőváros látképét a Benecantil-hegy és annak kopár sziklájára épült citadella, a Szent Borbála-erőd uralja.

## Története

### Ókor
A települést Akra Leuké néven az ókori görögök alapították i. e. 325 körül. A rómaiak i. e. 201-ben foglalták el; neve uralmuk idején Lucentum volt.

### Középkor
A kora középkorban, 500 körül a Nyugatrómai Birodalom bukása után a Lucentum néven létező város a Nyugati gót Királyság részét képezte, majd a mórok uralma idején (718 – 1249) Al-Lucant lett a város neve. Az arab időből való elnevezésből született a mai Alicante városnév. A keresztények 1258-ban foglalták el X. Alfonz vezetésével. 1296-ban II. Jakab vezetésével a terület a Valenciai Királyság részévé vált, királyi települési rangot nyert és képviseletet a Valenciai rendi gyűlésben, a corts-ban. Ezt követően a Kasztíliai Királyság és Az Aragón Korona országai csatatere Alicantéban volt évtizedekig, majd a két királyság egyesülése után Alicante a Madrid felé vezető út következtében kereskedelmi központ lett. Fontos lett a rizs, bor, olívaolaj, narancs és gyapjúexport.

### Újkor
1609 és 1614 között, II. Fülöp uralma alatt száműzték a moriszkó lakosságot, akik a reconquista után is Valencia területén maradtak. A moriszkókat azzal vádolták, hogy a berber kalózokkal szövetkeztek, akik ekkoriban rendszeresen megtámadták és kifosztották a partmenti településeket, jelentős kárt okozva a kereskedelemben.
A moriszkók száműzetésével súlyos árat fizetett a város: számos iparos, kézműves és földműves elment parlagon hagyva a termőföldeket és a feudális nemesség az anyagi csőd szélére jutott.
Békés évszázadok után a 18. században vált ismét csaták színhelyévé a város: a spanyol örökösödési háború idején, 1709-ben a franciák ostromolták meg.

### Modern kor

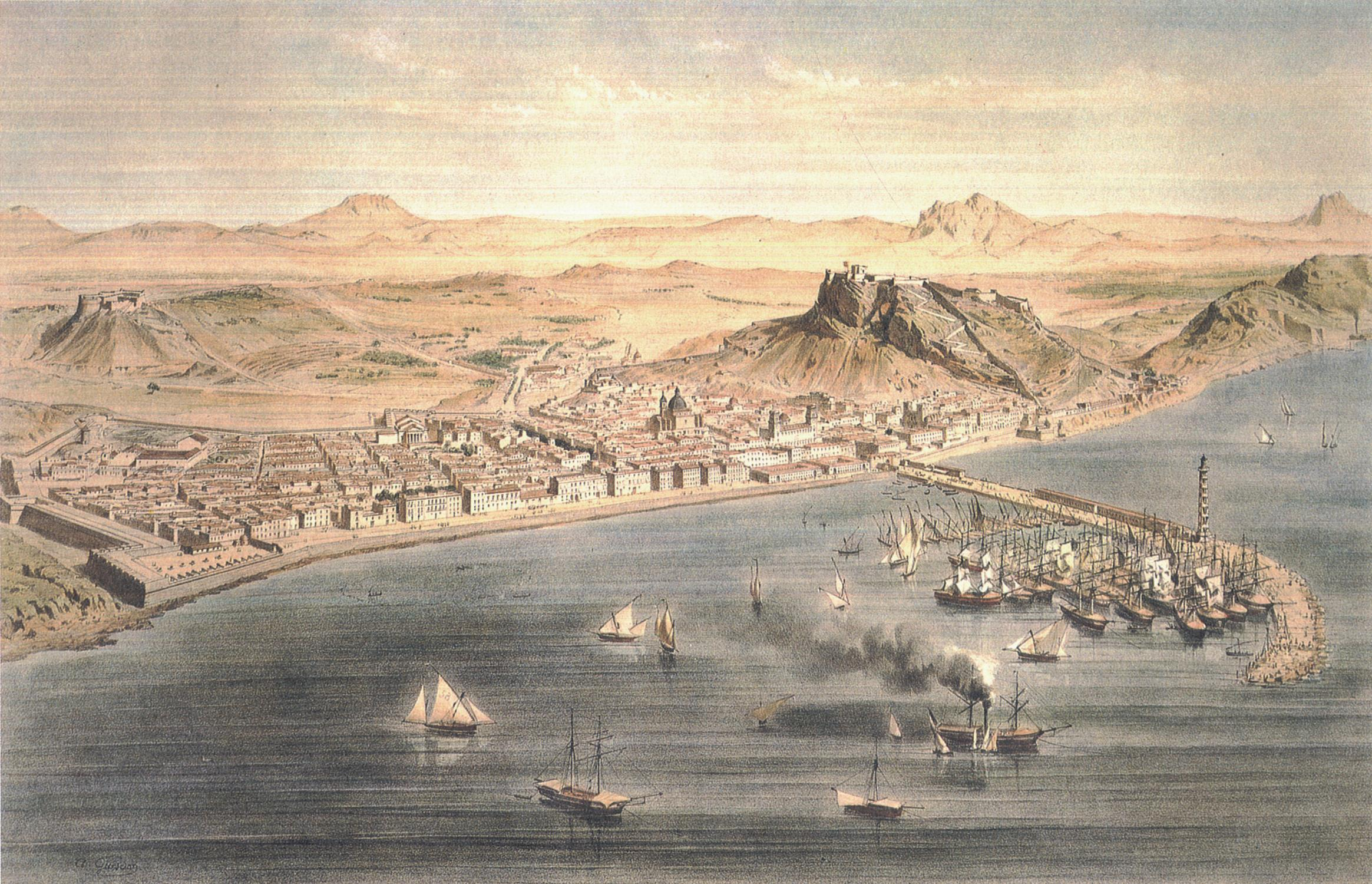
Alicante 1832 körül, Alfred Guesdon (1808 - 1876) metszete

Lassú hanyatlás volt jellemző a város gazdaságára. Ennek ellenére fontosnak számított a cipészet, valamint a mezőgazdaság. Ezen belül a narancs- és mandulatermesztés, valamint a halászat. 1873-ban, a karlista felkelés alatt a cartagenai föderalisták támadták. A 20. században, a spanyol polgárháború alatt hosszú időn át a köztársasági erők uralták. Itt végezték ki a Falange alapítóját, José Antonio Primo de Riverát.
1954-től számos algériai menekült érkezett hajón a városba, amely Algéria függetlenségével 1962-től csak fokozódott. Alicantéban az 1950-es és 1960-as években a gazdaság átállt a turizmusra. Olyan külvárosok és lakótelepek épültek ekkoriban, mint Albufereta, El Barco és Playa de San Juan. Az új épületek hatalmas fellendülést hoztak a városnak, hisz éttermek, bárok és egyéb létesítmények ekkor nyíltak meg tömegesen. Ekkor adták át a város nemzetközi repülőterét is, amely a nagyobb forgalmat ki tudta szolgálni.
Franco halálával és a spanyol demokratikus átmenet után alkotmányos jogokat kaptak a nemzetiségek. A Valenciai régió törvényhozást kapott.

## Közigazgatás
Alicante legutóbbi polgármesterei, választási időszakok szerint:
| Hivatali időszak | Név                         | Párt                                   |
| ---------------- | --------------------------- | -------------------------------------- |
| 1999–2007        | Luis Díaz Alperi            | Partido Popular                        |
| 2007–2014        | Sonia Castedo Ramos         | Partido Popular                        |
| 2014–2015        | Andrés Llorens              | Partido Popular                        |
| 2015             | Miguel Valor Peidró         | Partido Popular                        |
| 2015–            | Gabriel Echávarri Fernández | Partido Socialista del País Valenciano |

## Nyelv
A 20. század elejéig Alicante többségében katalán nyelvű város volt, bár már a 19. század végétől jelentős számú spanyol ajkú települt a városba. A Franco-diktatúra alatt a helyi nyelv használatát elnyomták, így a spanyol nyelvhasználat még nagyobb teret nyert. A város katalán nevét, Alacant, sem használhatta. 1990 óta mindkét nyelv – spanyol, katalán – hivatalosnak számít.

## Nevezetességei
- Szent Borbála-erőd (Castillo de Santa Bárbara) – Alicante legjelentősebb látványossága, a vár eredete a 9. századra, az Ibériai-félsziget muszlim ellenőrzésének idejére nyúlik vissza. 1248-ban X. Alfonz kasztíliai király vezette seregek foglalták el, nevét Szent Borbáláról kapta, mivel az erődöt december 4-én, Szent Borbála ünnepén szerezték meg a móroktól, az erődhöz vezető utakon kívül ma már lifttel is megközelíthető.
- Régi arab negyed
- Explanada de España – pálmafákkal szegélyezett, 600 méteres sétány, 6.5 millió márványlap fedi, mely hullámzó hatást kelt, nyáron ez az üdülőélet központja.
- Városháza – a spanyol-barokk stílusú műemléképületet 1699-ben kezdték el építeni, a munkálatok csak 1780-ban fejeződtek be, az épület jelenleg is az alicantei városi tanács székhelyének ad otthont és turisták számára is szabadon látogatható.
- Szűz Mária-bazilika (Iglesia de Santa María) – a 14. - 16. század között épült egy korábbi mecsetre, a bazilika egyetlen hajóból áll, támpillérei között hat mellékkápolna van, homlokzata barokk kialakítású, 2007-ben emelték bazilika rangra.
- Bari Szent Miklós-társszékesegyház (Concatedral de San Nicolás de Bari) – 1613 és 1662 között épült egy korábbi mecset fölött, a székesegyház külső megjelenése visszafogott, a keleti oldalon található főhomlokzat dór, a déli oldalon épült pedig ión stílusú, 1959-ben XXIII. János pápa székesegyházzá emelte.
- Tabarca szigete
- Az EUIPO székhelye
- Régészeti Múzeum (Museo Arqueológico)
- Gravina Szépművészeti Múzeum
- Santa Faz-kolostor

## Népesség
Alicante város lakosainak száma 2009-ben az INE (spanyol statisztikai hivatal) adatai szerint 334 757, a polgármesteri hivatal adatai szerint 335 921 volt. Az utóbbi években a lakosságszám jelentősen emelkedett, főleg a hispano-amerikai bevándorlás miatt. Egy 2020-as felmérés szerint a város lakosságának 20-25%-a külföldi volt. Azonban sok észak-európai nyugdíjasnak van nyaralója a városban, így a külföldiek aránya jóval több lehet a valóságban, ők viszont nem szerepelnek a statisztikában. Számos madridi, kasztíllia-leóni, baszkföldi lakosnak van nyaralója a városban.
| év   | lakosságszám |
| ---- | ------------ |
| 1250 | 2 500        |
| 1350 | 3 250        |
| 1418 | 1 539        |
| 1609 | 5 040        |
| 1646 | 6 174        |
| 1717 | 11 019       |
| 1735 | 12 604       |
| 1754 | 14 394       |
| 1768 | 17 213       |
| 1786 | 17 345       |

| év   | lakosságszám |
| ---- | ------------ |
| 1797 | 19 313       |
| 1803 | 21 447       |
| 1857 | 27 550       |
| 1860 | 31 162       |
| 1877 | 34 926       |
| 1887 | 40 115       |
| 1897 | 49 463       |
| 1900 | 50 495       |
| 1910 | 55 116       |
| 1920 | 63 382       |

| év   | lakosságszám |
| ---- | ------------ |
| 1930 | 71 271       |
| 1940 | 89 198       |
| 1950 | 101 791      |
| 1960 | 121 832      |
| 1970 | 181 550      |
| 1981 | 245 963      |
| 1991 | 265 473      |
| 2001 | 288 481      |
| 2006 | 322 431      |
| 2009 | 334 757      |
| 2020 | 337,482      |

## Városrészei

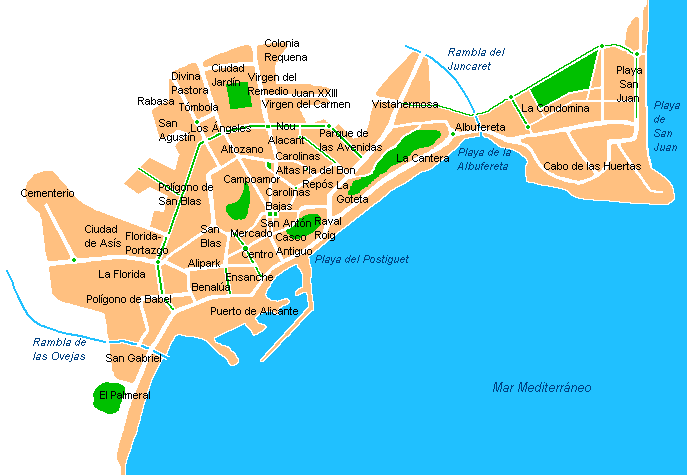
Alicante városrészei
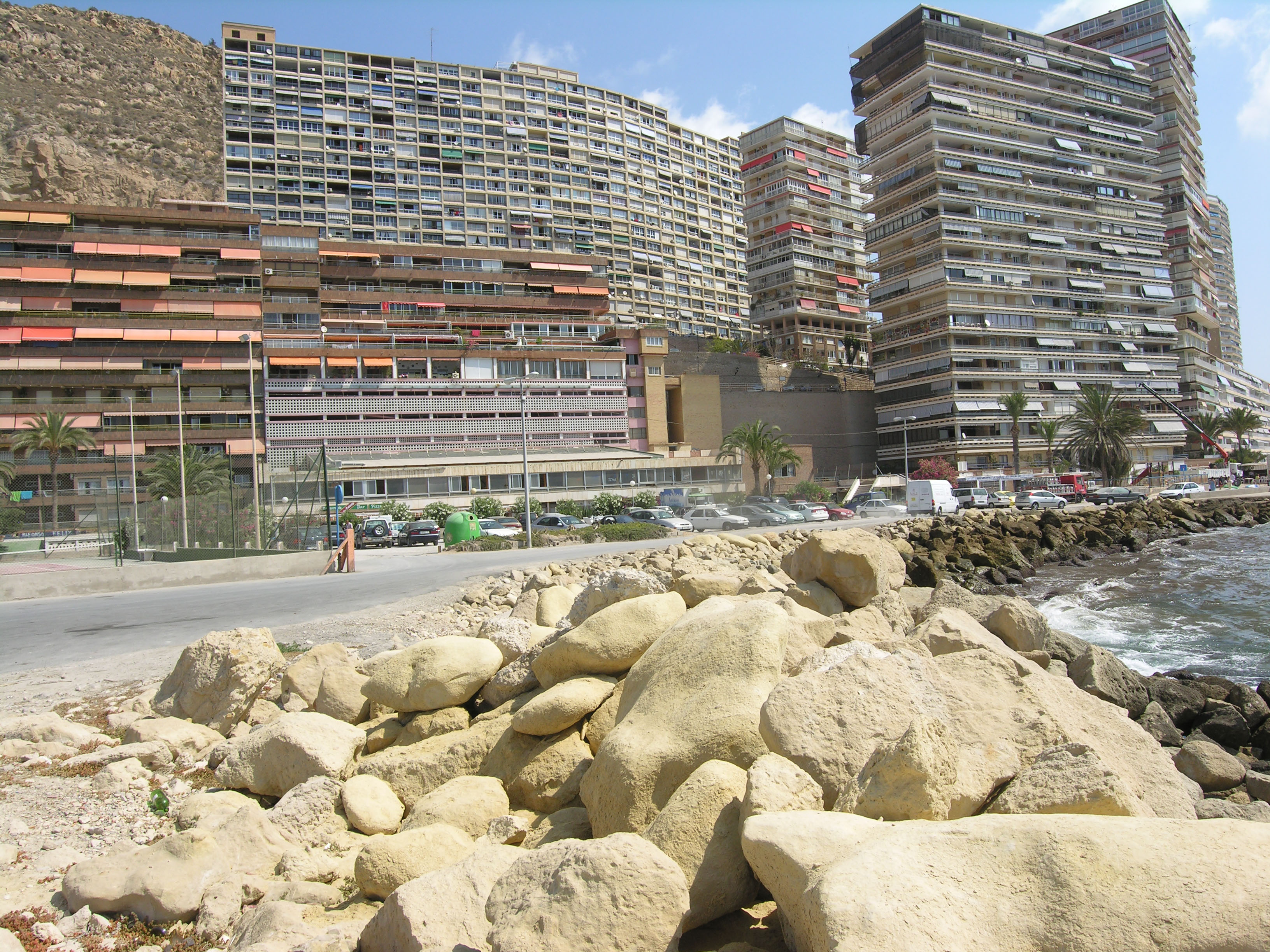
Albufereta, egy modern tengerparti városrész
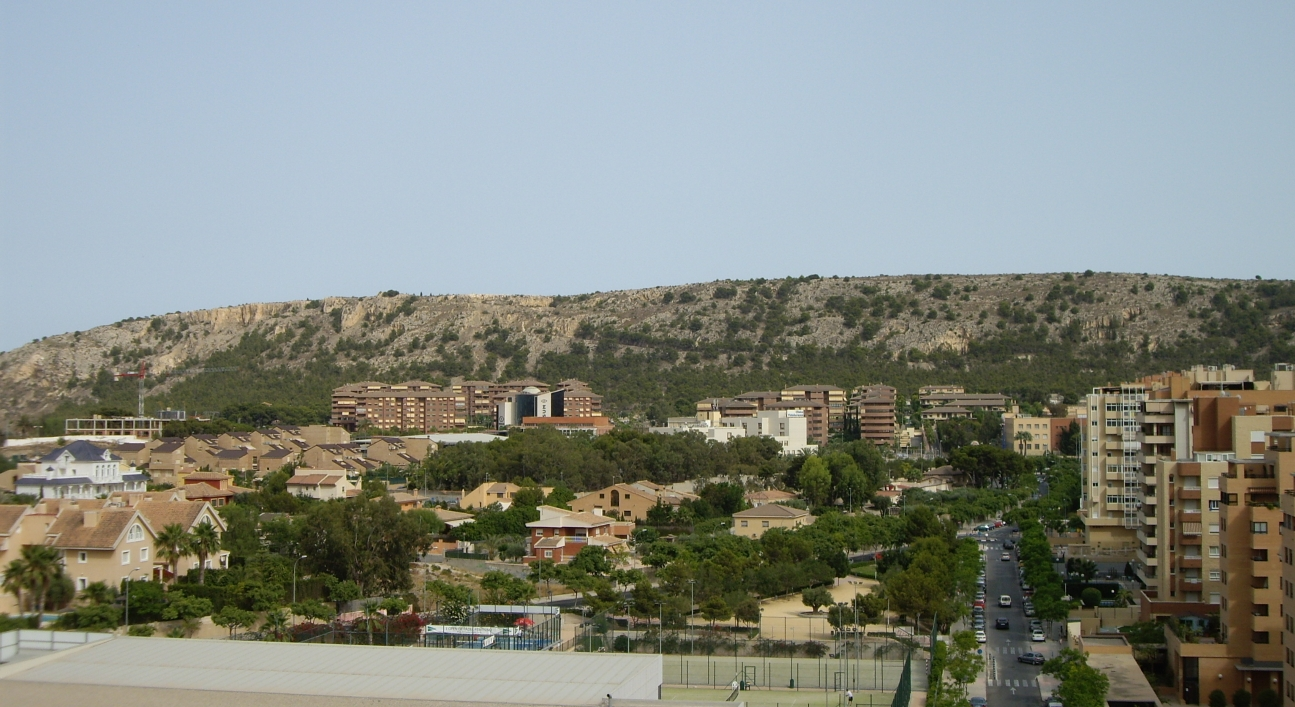
Vistahermosa városrész

## Felsőoktatás
- Egyetemi város

## Gazdaság
- Kikötő
- Vas- és acélgyártás
- olajfinomító
- Dohánygyár
- Gumigyártás
- Pamuttextilgyár
- Bőrgyár
- Borászat ("alicantino", vagyis alicantei bor)

## Közlekedés

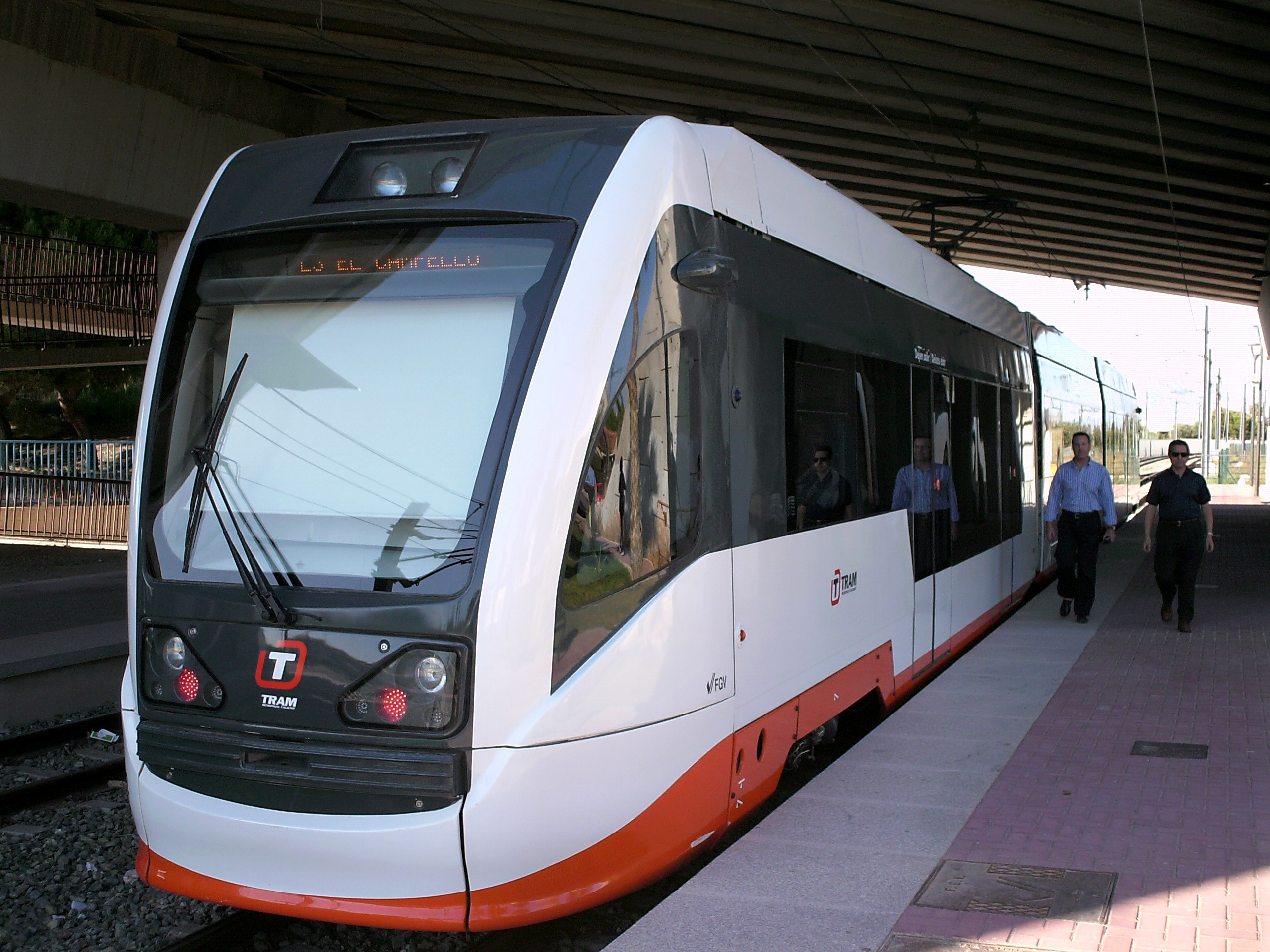
A 3-as villamos a Lucentum állomásnál

A város nemzetközi repülőtere, az Alicantei repülőtér El Altetben található, a várostól délre. Forgalmában megelőzi a valenciai repülőtérét: az ötödik legforgalmasabb repülőtér Spanyolországban Madrid, Barcelona, Palma de Mallorca és Málaga után. Jelentős a belföldi forgalom is: napi Iberia és Vueling járat köti össze a várost Madriddal és Barcelonával. Számos fapados légitársaság járata is megy a városba: Wizzair, Ryanair, Easyjet, Jet2.com.
A közösségi közlekedést főleg autóbuszvonalak jelentik. Fontos buszcsomópont van az Alicantei kikötő mellett, ahova a helyi mellett távolsági buszjáratok valamint a repülőtéri transzfer buszok is érkeznek.
Az Estación de Alicante-Terminal a város fejpályaudvara ahova a Murciából érkező Cercanías vonal mellett az AVE Madrid-Levante nagysebességű vasútvonala is befut.
A város közlekedésében fontos szerepet játszik az alicantei villamosvonal, amely vasút-villamos rendszerben működik. Alicante belvárosát összeköti a Costa Blanca üdülőtelepüléseivel, a legismertebb üdülőhelyig, Benidormig villamosított a vonal, onnatól Deniáig dízelkocsik közlekednek. Jelenleg a Deniába tartó vonal villamosítása zajlik, így csak Teuládáig van vasút, onnantól pedig pótlóbusz közlekedik.
Az alábbi járatok üzemelnek: 
- - L1 - Benidormig,
  - L2 - San Vicente del Raspeig, (átadva 2013-ban)
  - L3 - El Campelloig,
  - L4 - Playa de San Juanig
- 4L - Ingajárat Puerta del Mar és Sangueta átszállóhely között (felfüggesztve 2013-ban)

## Sport
- Alicante CF

## Ismert emberek
Itt született 1840-ben Eleuterio Maisonnave politikus.

## Testvérvárosai
- Alexandria (Egyiptom)
- Brighton (Egyesült Királyság)
- Carloforte (Olaszország)
- Herzliya (Izrael)
- León (Nicaragua)
- Matanzas (Kuba)
- Nizza (Franciaország)
- Orán (Algéria)
- Riga (Lettország)
- Santa Ana (Salvador)
- Tojooka (Japán)
- Vencsou (Kína)

## Képek

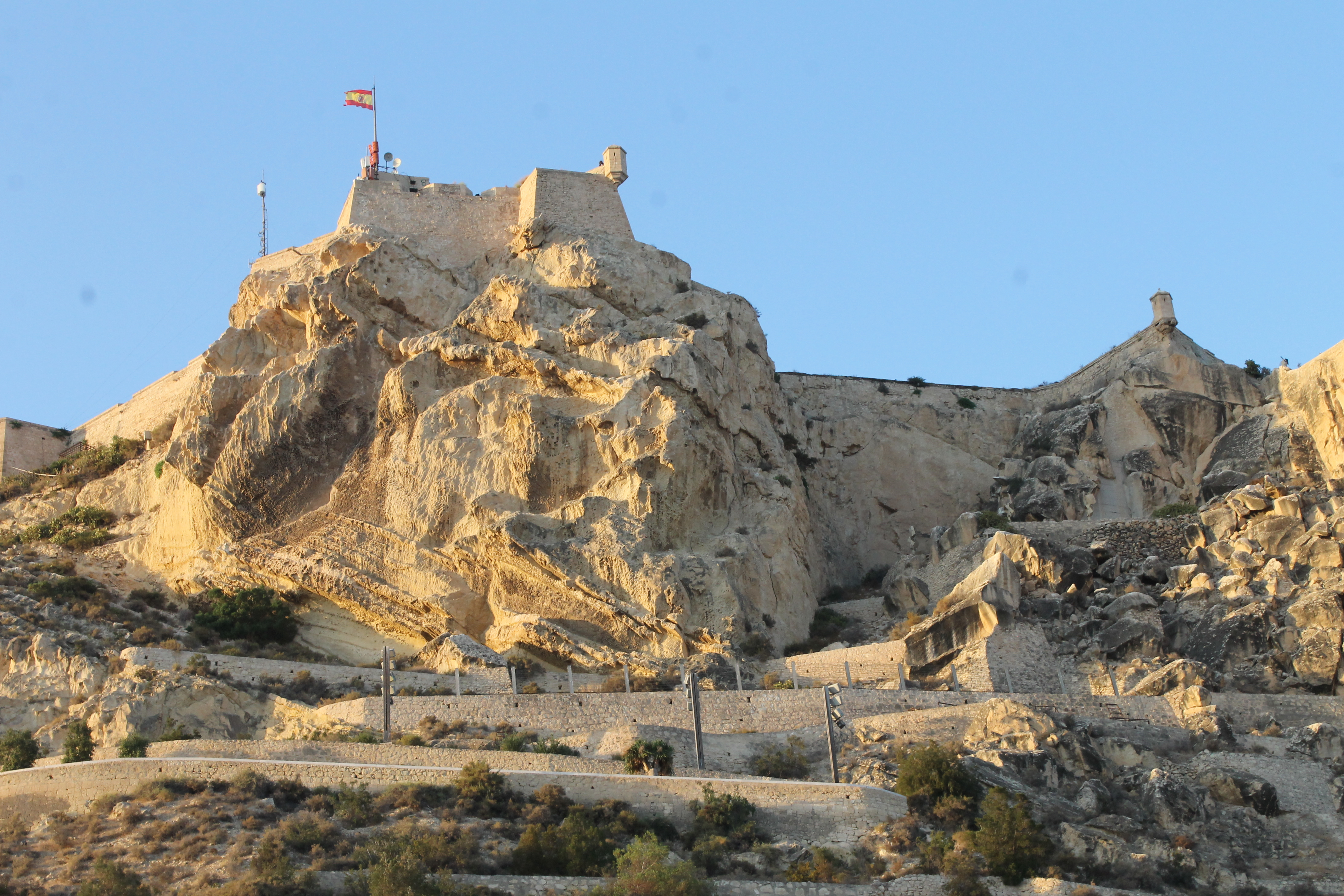
A Szent Borbála-erőd
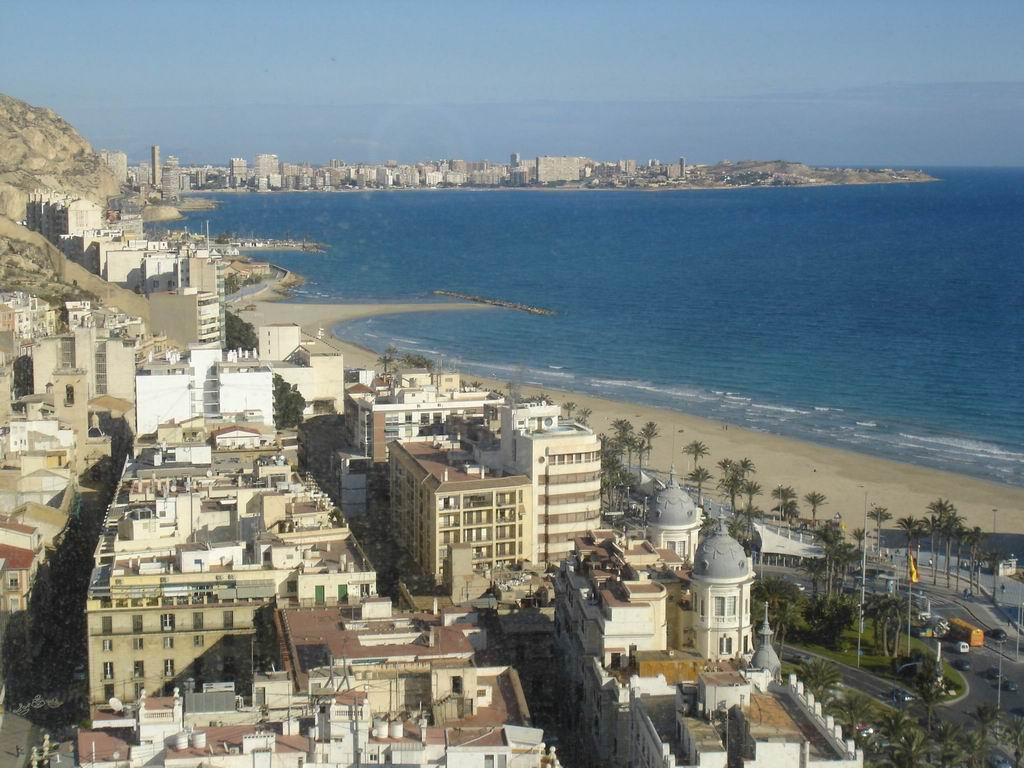
A tengerpart
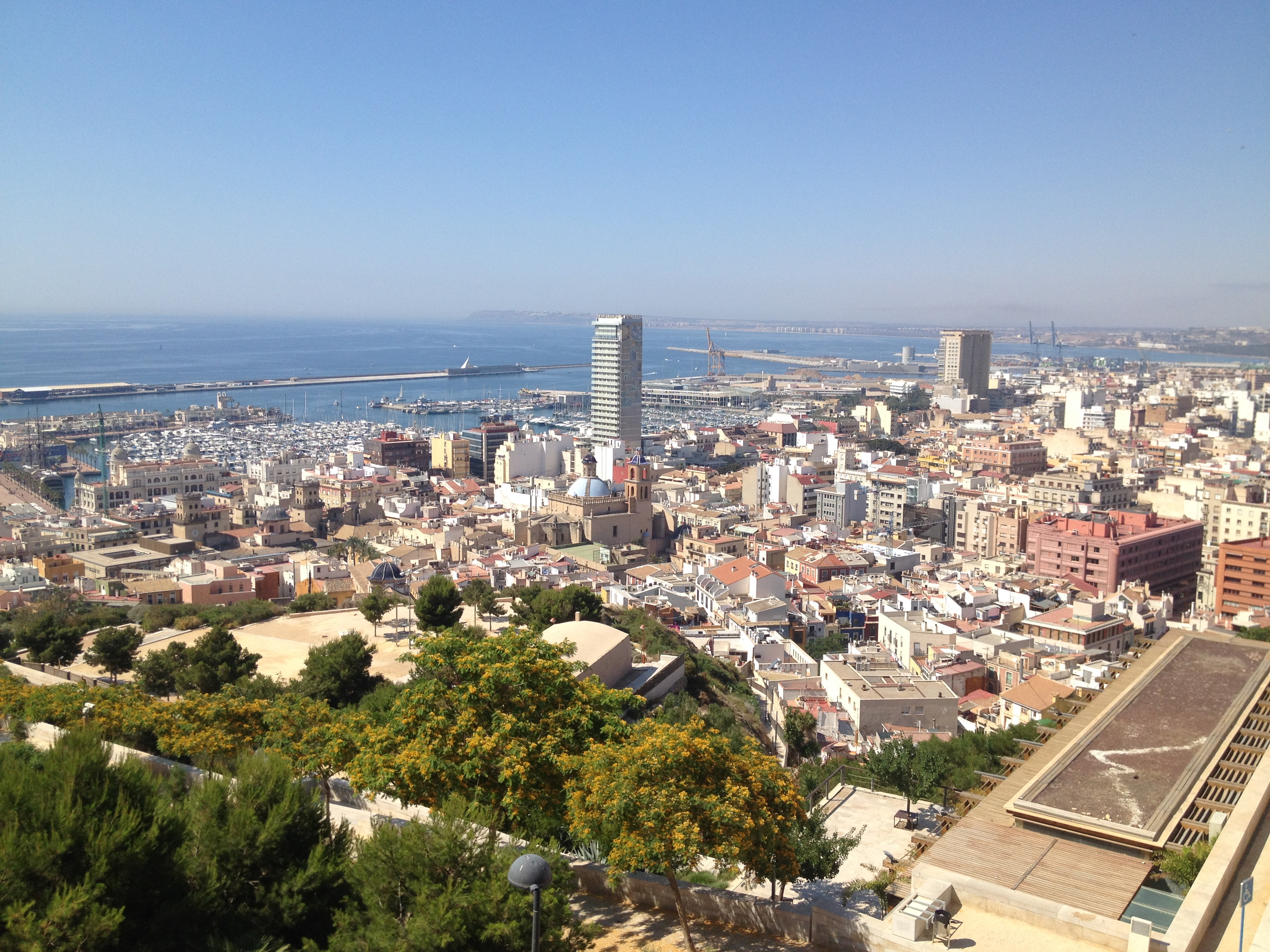
Városkép
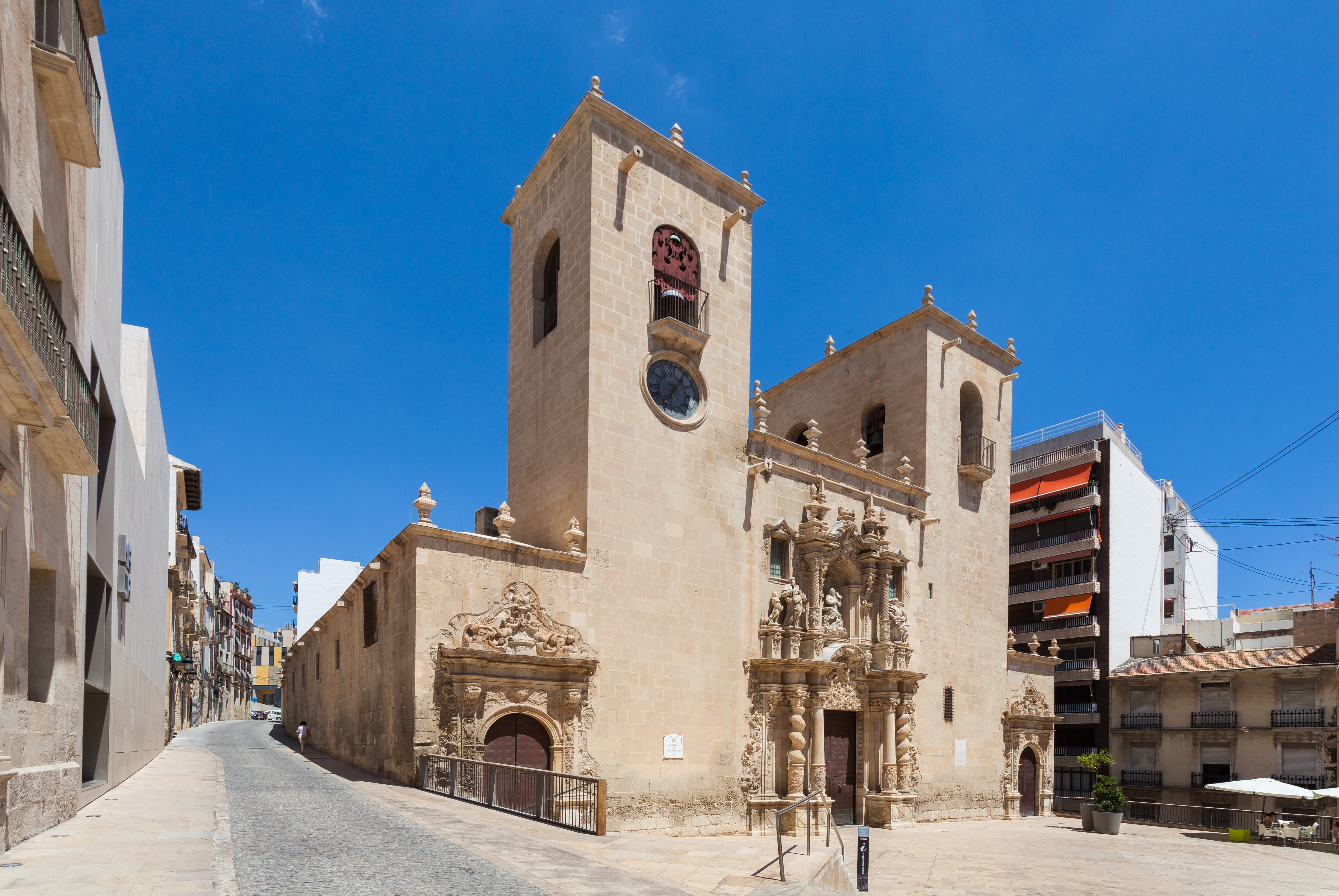
Szűz Mária-bazilika (14.–16. század)
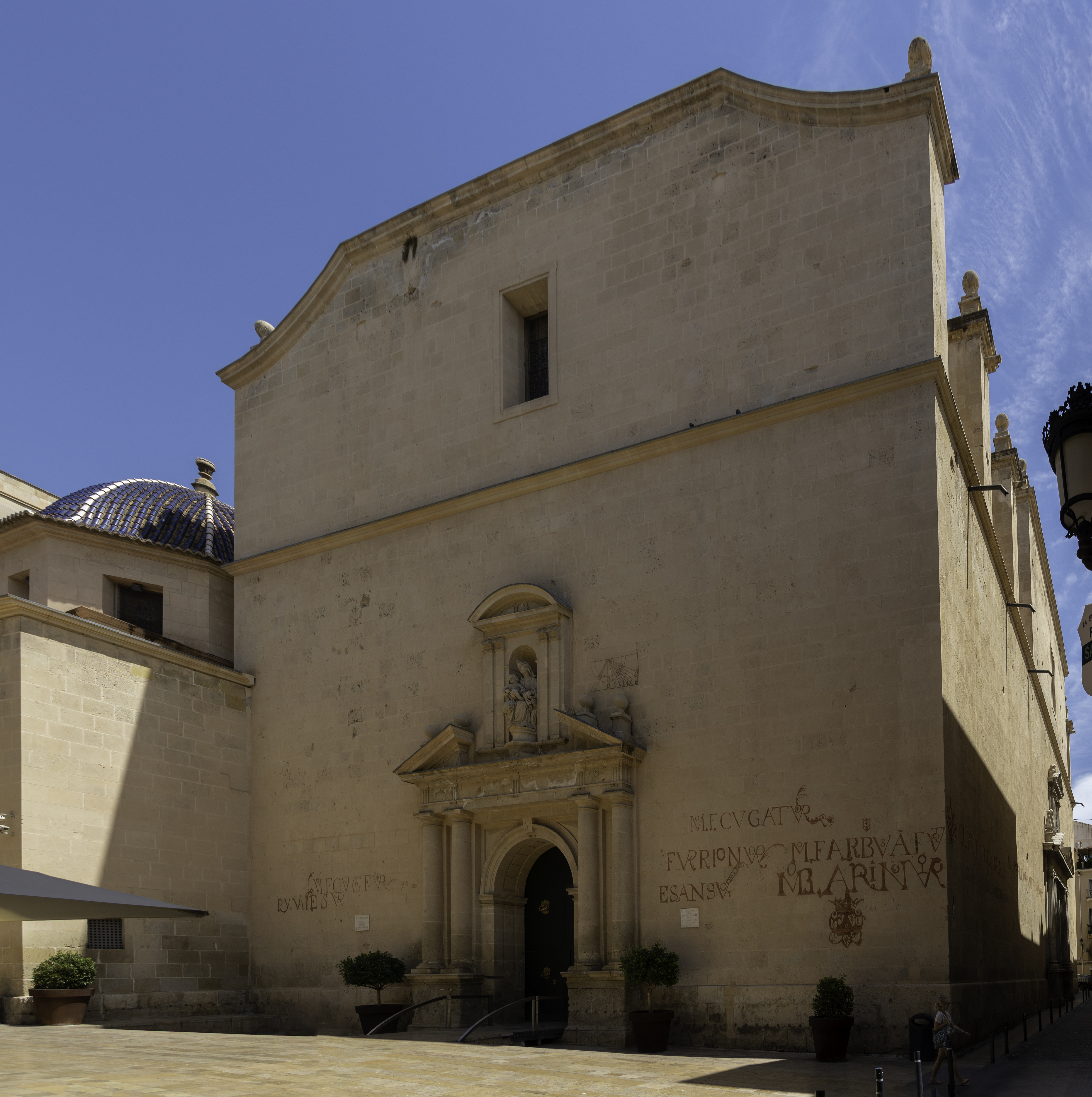
Szent Miklós-társszékesegyház nyugati homlokzata
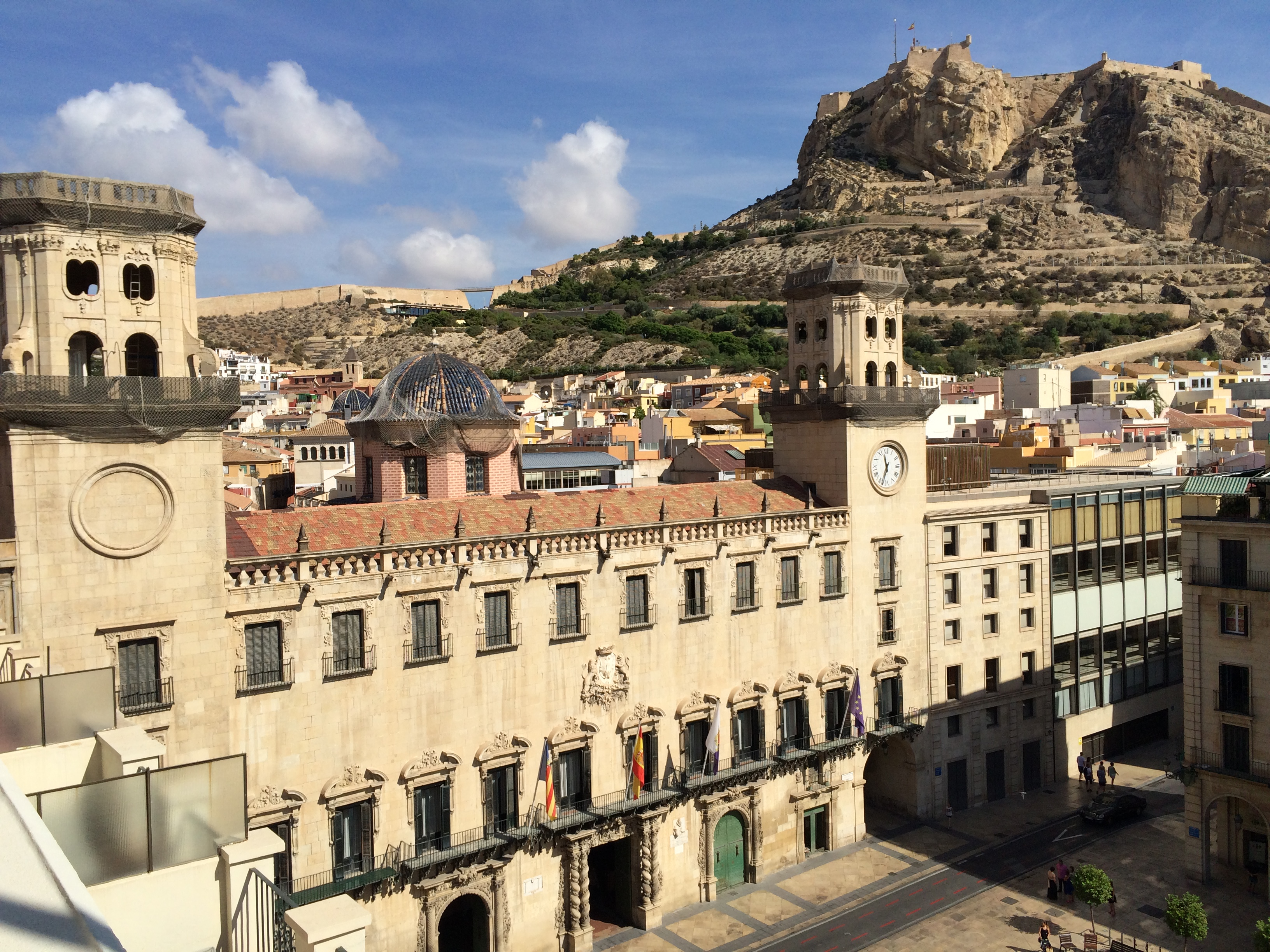
Városháza, mögötte a Szent Borbála-erőd
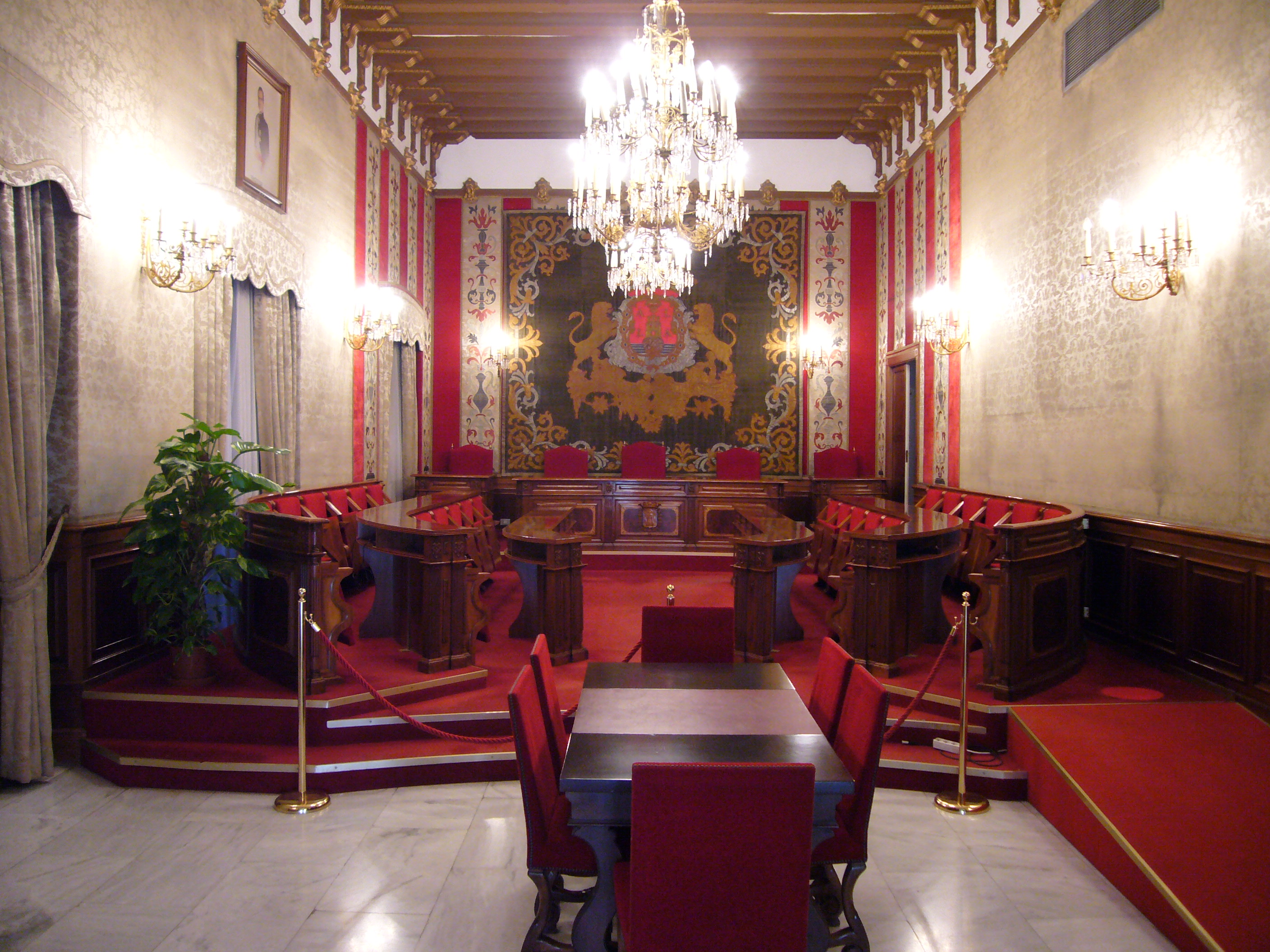
Városháza ülésterme
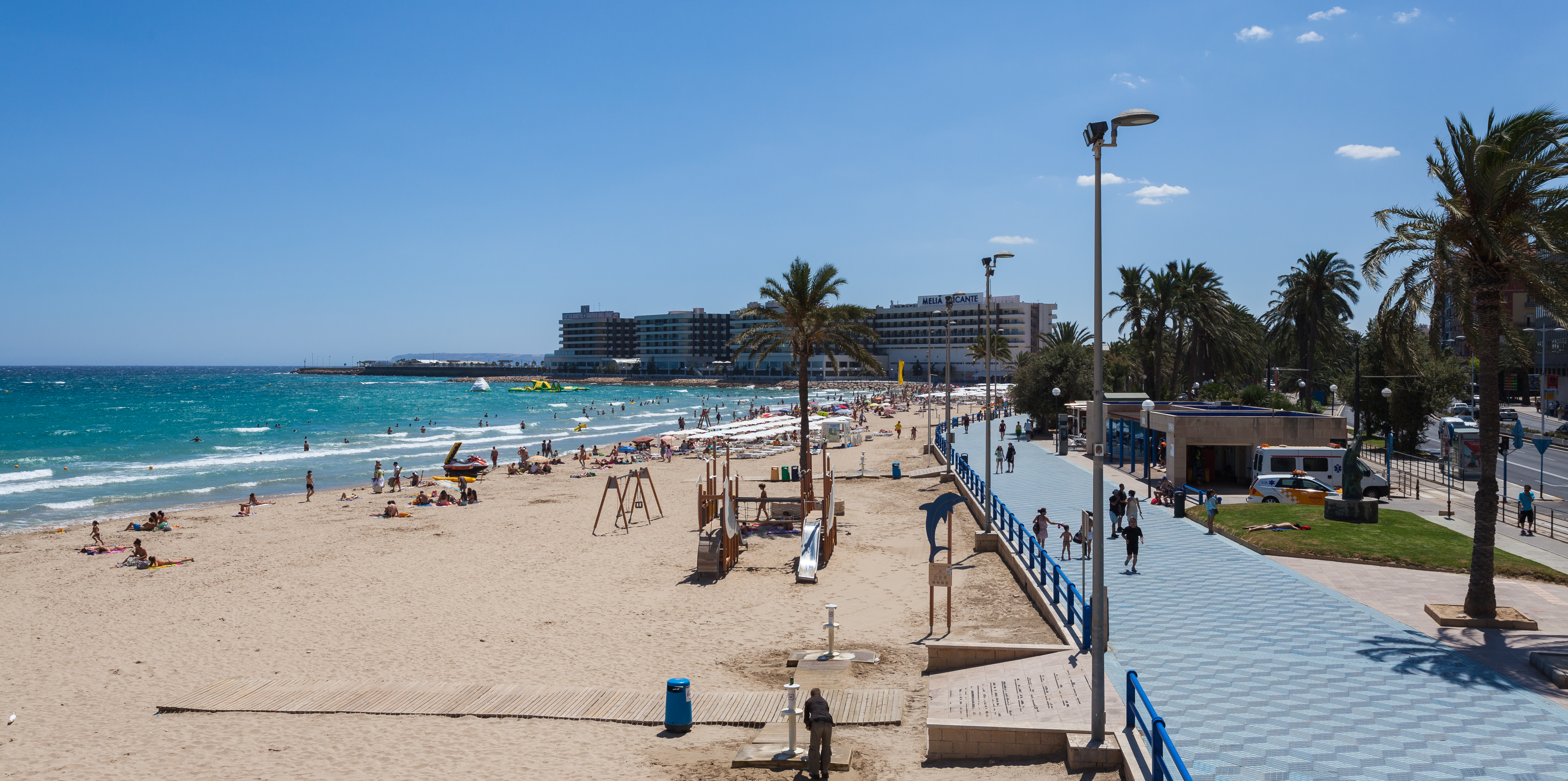
Tengerparti strandja
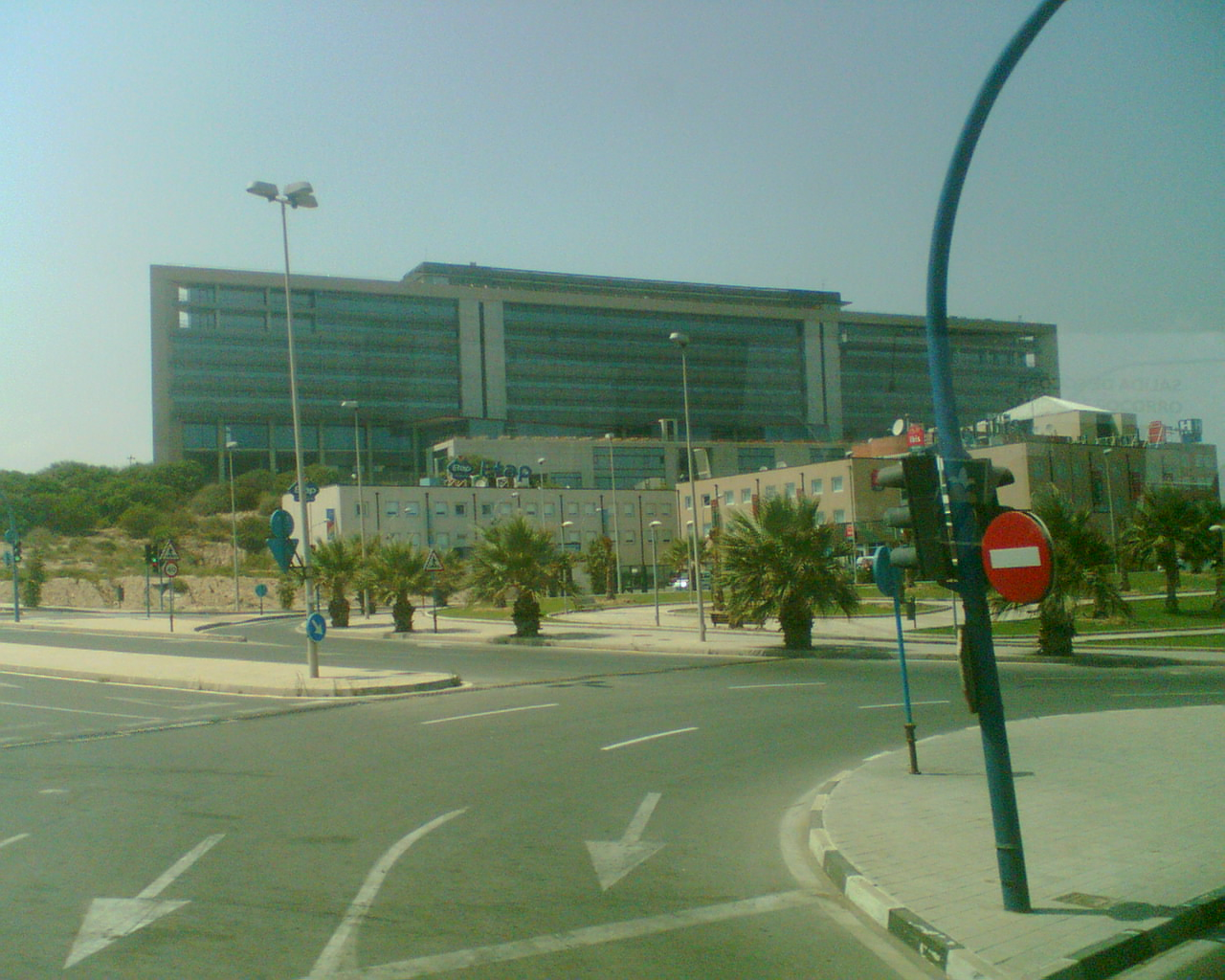
Az EUIPO székháza Alicatéban, a tenger felől nézve
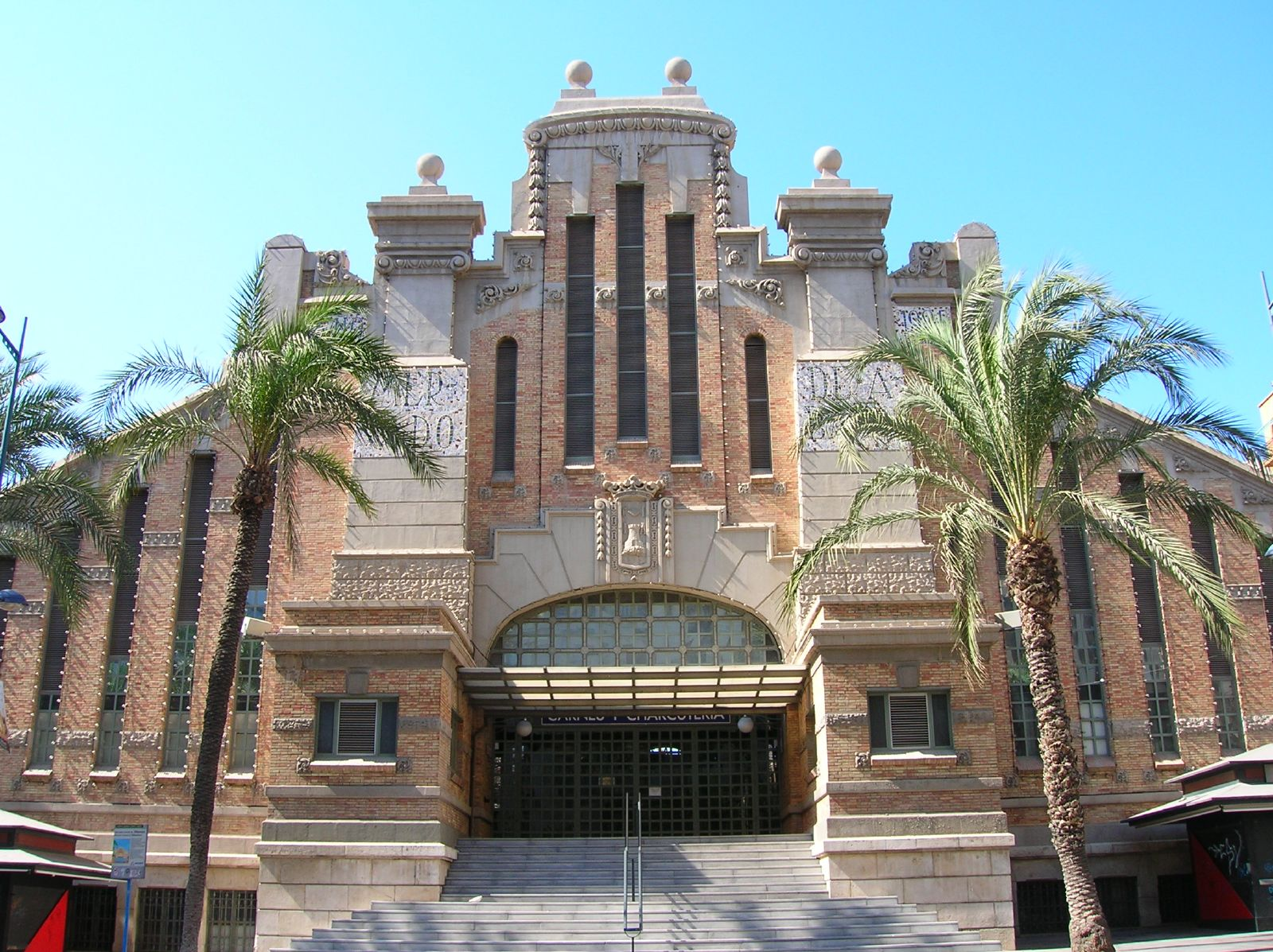
A központi vásárcsarnok (Mercado Central)
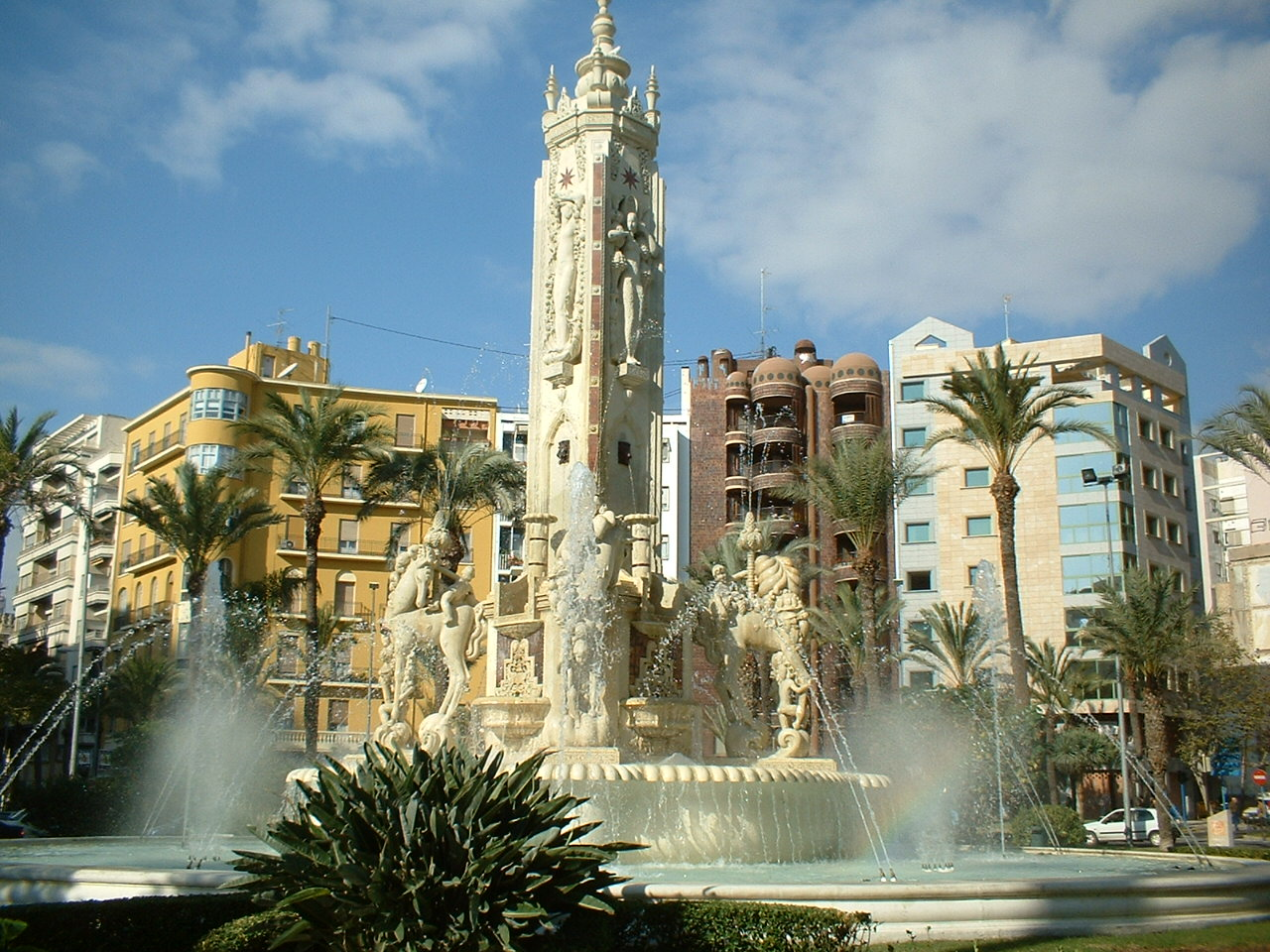
A Plaza Luceros, a város egyik legfontosabb tere, három villamosvonal végállomása
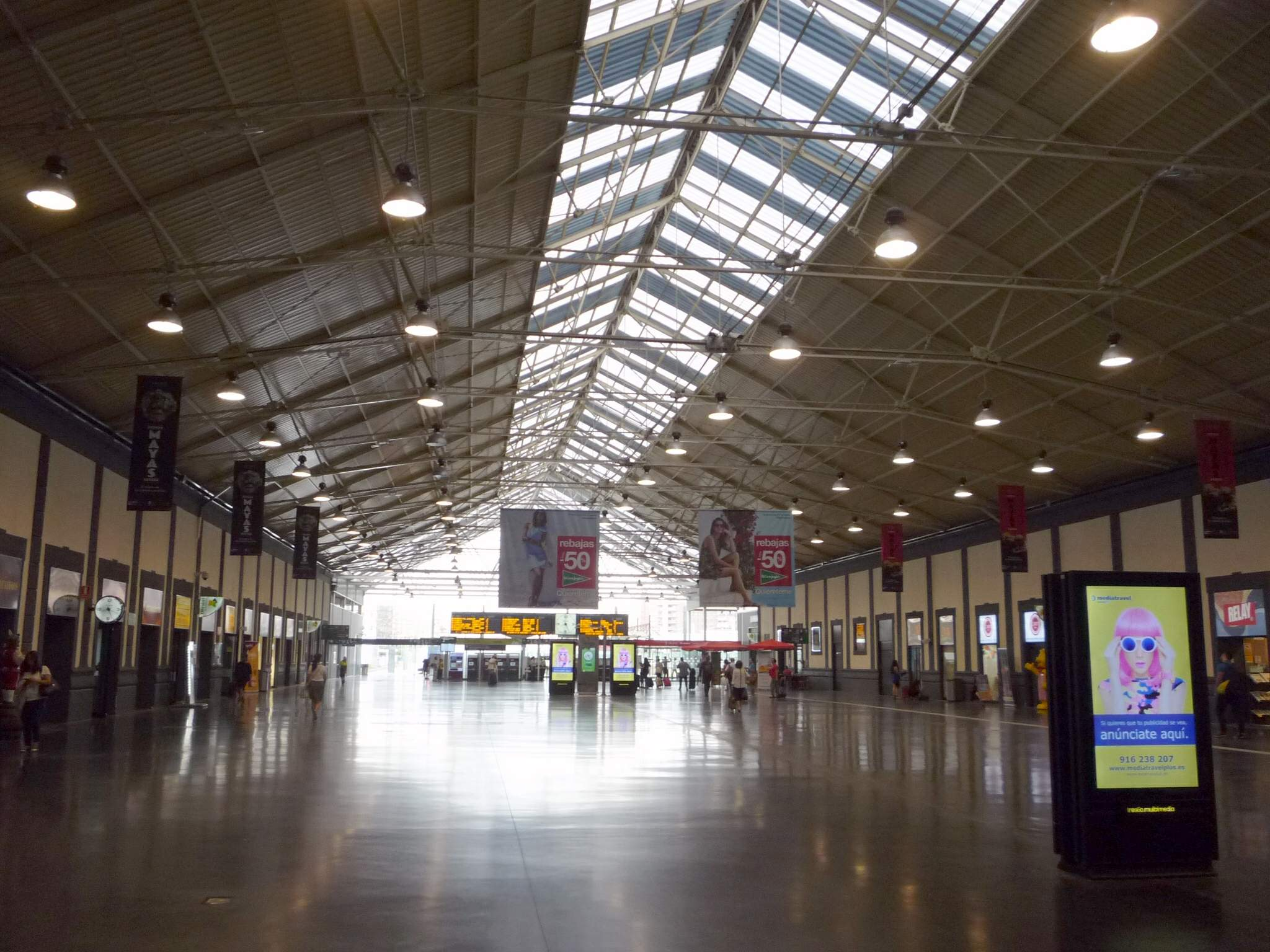
A vasútállomás 2017-ben